# Сканер тіла

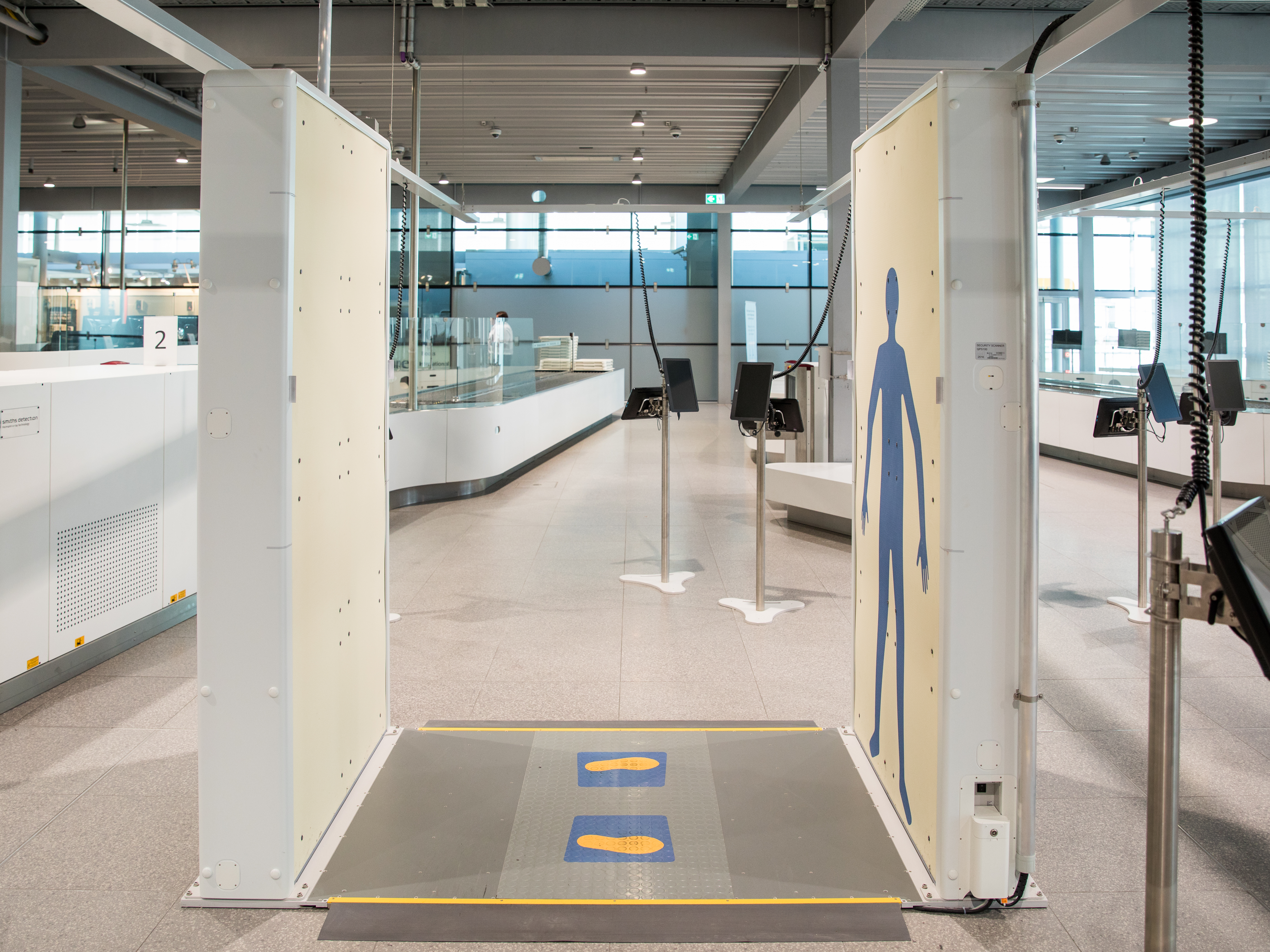
Сканер тіла в аеропорті Кельн/Бонн

Бодісканер або 3D-сканер — пристрій призначений для обмірювання фігури людини з метою одержання величин розмірних ознак.
Більшість з 3D методів в даний час, що використовується для сканування фігур людей запозичені з промислових галузей таких як, автомобільна та машинобудівна. Ці методи мають високу точність для статичних об'єктів, але не підходять для зйомки людини як суб'єкта, оскільки людина не може бути абсолютно нерухомою.

## Історія
Доктор Стівен Сміт розробив перший сканер персонального догляду в 1992 році. Надалі він продав пристрій і відповідні патенти компанії Rapiscan Systems, яка і до цього дня займається їх виробництвом і розповсюдженням.
В останні 15-20 років відбулися революційні зміни в підході до процесу зняття розмірних ознак тіла людини. Вони стали можливими завдяки появі систем тривимірного бодісканування (3D bodyscan, тобто «тривимірне сканування людського тіла»). Розробка цих систем була пов'язана з потребами швидкого обмірювання великої кількості людей, наприклад військовослужбовців в армії, отримання точного комп'ютерного зображення, наприклад в кіноіндустрії, та індивідуального виготовлення одягу. Тривимірне бодісканування застосовується також у медицині, наприклад для протезування в стоматології, ортопедії.